# José Miguel de Carvajal y Manrique
José Miguel de Carvajal-Vargas y Manrique de Lara Polanco (Lima, 1771-París, 1828), ii duque de San Carlos, grande de España, fue un militar y noble absolutista español. Favorito de Fernando VII, fue mayordomo mayor y secretario de Estado.

## Biografía
Nacido en Lima en 1771, sus padres fueron Mariano Joaquín de Carvajal Vargas y Brun, v conde de Castillejo, y Ana Eusebia Manrique de Lara y Carrillo de Albornoz. Su padre, conocido hombre de letras, pertenecía a la prominente casa de Carvajal y Vargas, que desde el siglo XV había detentado el cargo de correo mayor de Indias y que consiguió de Carlos III el ducado de San Carlos, del que era heredero. 
Muy joven, le fue cedido el título de conde del Puerto y fue hecho caballero de Santiago (1784). En el Perú, se inició en la carrera militar y antes de los quince años ya había sido nombrado capitán del batallón de Infantería Española de Lima y coronel del regimiento de Caraz, en Huailas. Carvajal Vargas siguió además estudios de filosofía y ciencias matemáticas en la Universidad de San Marcos, en Lima, en la que obtuvo los grados de licenciado y maestro en Artes en 1788. 
Este último año, tras la decisión de la Corona de amortizar el Correazgo Mayor, su familia se estableció en Madrid, donde fue colmada de títulos y cargos. Sucesivamente, fue hecho coronel, brigadier, mariscal y teniente general, así como gran cruz de la Orden de Carlos III (1794). En 1796, sin embargo, falleció su padre y, al año siguiente, su abuelo, quedando como titular del ducado de San Carlos y los otros honores de los Carvajal. 
Miembro activo de la Corte y amigo muy cercano al futuro rey Fernando VII al tiempo que este era todavía príncipe de Asturias, con el advenimiento de Mariano Luis de Urquijo al gobierno en 1798, San Carlos fue nombrado ayo del cuarto del príncipe y del de su hermano el infante Carlos María Isidro. Junto con él, fue encumbrado el canónigo Escóiquiz, quien como preceptor del príncipe empezó a ejercer una considerable influencia sobre él. Advertido Carlos IV de las críticas que se formaban en contra de su favorito Manuel Godoy, desterró al canónigo de la corte en 1800 y destituyó a San Carlos de su cargo en 1802. En cambio, fue trasladado al servicio de la reina María Luisa como mayordomo mayor interino en ausencia del duque de Medinaceli.
Poco después, casado el príncipe con María Antonia de Nápoles, se formó una camarilla llamada napolitana que fue tenazmente adversa a Godoy y de la que participó el duque de San Carlos como aliado cercano de la princesa. Se circularon constantemente rumores de que Godoy y la reina buscaban excluir a Fernando de la sucesión e instaurar una regencia en uno de los otros hijos del rey o, incluso, en uno de los propios hijos del favorito (estaba casado con una sobrina del rey). En 1805, el favorito acusó directamente a la princesa de haber intentado envenenar a los reyes y a él y expulsó de la corte a varios nobles del partido napolitano. 
Ese mismo año, teniendo el duque tan solo 34 años, Carlos IV le designó su mayordomo mayor al fallecer el marqués de Montealegre, tratando así de aproximarse a su hijo. Al año siguiente, habiendo fallecido la princesa de Asturias y desconfiando de él el rey, lo cesó para nombrar al marqués de Mos. 
Participa activamente en el motín de Aranjuez contra Manuel Godoy en 1808 y, con la llegada al trono de Fernando, éste le nombra como su primer mayordomo mayor, también por un breve período, hasta que se producen las abdicaciones de Bayona y sigue la estela de la familia real al exilio en Valençay (Francia). 
El duque tenía autorización para ausentarse de Valençay de tiempo en tiempo y cuando llegaba a París se hospedaba en casa del exministro Talleyrand. Fue el amante de la esposa de este, inmoralidad que irritó a Napoleón.
Al regreso del rey después de la ocupación francesa de España, fue nombrado secretario de Estado y del Despacho de Estado, ascendido a teniente general y, por tercera vez, fue mayordomo mayor del rey. No ocuparía mucho la mayordomía, puesto que en mayo de 1815 el rey le encargó convocar a los grandes de España para recaudar fondos y establecer la Diputación Permanente y Consejo de la Grandeza de España y Títulos del Reino, de la que fue primer decano (1815-1816).
Cumplida la tarea, fue nombrado embajador en las cortes de San Petersburgo, París, Viena, Lisboa y Londres (1817-1820) donde implemento una red de espionaje dirigida a entorpecer las actividades subversivas de patriotas independentistas sudamericanos.
Se ocupó de la purga de los afrancesados en diversas instituciones, dirigiendo con poca fortuna la Real Academia Española y el Banco de San Carlos. Quedó relegado a miembro del Consejo de Estado en el Trienio Liberal.

## Títulos, órdenes y cargos

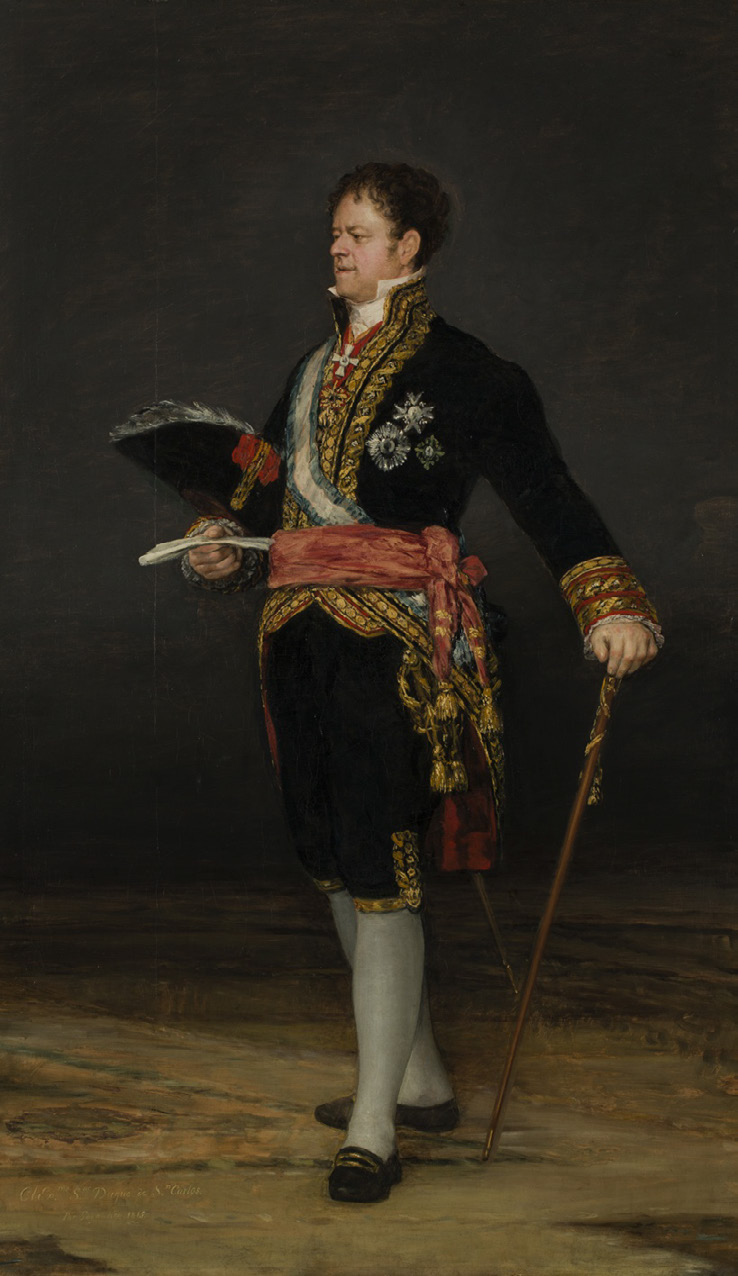
El Duque de San Carlos, por Francisco de Goya y Lucientes (1815). Museo de Zaragoza.

### Títulos
- II Duque de San Carlos.[3]
- VII Conde del Castillejo.[3]
- IX Conde del Puerto.[3]
- Señor de Valfondo.[3]

### Órdenes

#### Reino de España
- Caballero de la Orden del Toisón de Oro.[3]
- Caballero gran cruz de la Orden de Carlos III.[3]
- Caballero gran cruz de la Orden Española y Americana de Isabel la Católica.[3]

- Caballero Gran Cruz de la Real y Militar Orden de San Hermenegildo.

- Orden de Alcántara.[3]
  - Comendador de Esparragosa de Lares.[3]
  - Caballero.[3]

#### Extranjeras
- Caballero de la Orden del Espíritu Santo.[3] (Reino de Francia)
- Caballero de la Orden de San Miguel.[3] (Reino de Francia)
- 1814: Caballero de la Orden de San Jenaro.[3][4] (Reino de las Dos Sicilias)
- 1814: Caballero gran cruz de la Orden de San Fernando y el Mérito.[5][3] (Reino de las Dos Sicilias)
- Caballero de la Orden del Águila Negra.[3] (Reino de Prusia)
- Caballero de primera clase de la Orden del Águila Roja.[3] (Reino de Prusia)
- Caballero gran cruz de la Orden de San Esteban de Hungría.[6][3] (Imperio Austriaco)
- Caballero Gran Cruz de la Orden Real Güélfica.[3] (Reino de Hannover)
- Condecorado con la Decoración del Lis.[3] (Reino de Francia)

### Cargos
- Mayordomo mayor del Rey.[3]
- Gentilhombre de cámara con ejercicio.[3]
- Consejero de Estado.[3]
- Teniente General de los Reales Ejércitos.[3]
- Correo mayor perpetuo de las Indias.[3]
- Director perpetuo de la Real Academia Española.[3]
- Conservador perpetuo de la Universidad de Salamanca.[3]
- Académico de la Real Academia de Historia.[3]

| Predecesor: José Luyando (interino) | Secretario de Estado de España 1814                      | Sucesor: Pedro Cevallos Guerra                 |
| Predecesor: Ramón Cabrera y Rubio   | Académico de la Real Academia Española Silla R 1814-1828 | Sucesor: Francisco Javier de Burgos y del Olmo |
| Predecesor: Ramón Cabrera y Rubio   | Director de la Real Academia Española 1814 - 1828        | Sucesor: José Gabriel de Silva Bazán           |